# Siedlungsobjekt
Ein Siedlungsobjekt ist in der archäologischen Fachsprache eine Spur, die auf eine frühere Besiedlung eines Gebietes hindeutet. Es ist also nicht unbedingt ein Haus oder ein Teil einer Siedlung, sondern kann auch nur ein Ofen, eine Feuerstelle oder eine verschüttete Abfall- bzw. Vorratsgrube sein.